# Cratere Galen
Galen è un piccolo cratere lunare che giace nella regione accidentata presente tra i Montes Appenninus a ovest e Montes Haemus a est. È situato a sud-sudest del cratere Aratus, una formazione leggermente più estesa. Più a ovest è presente il cratere Conon, vicino al fianco dei Montes Apeninnus. Galen era precedentemente noto con il nome di 'Aratus A', prima di essere intitolato in onore a Galeno.
Ha una forma circolare con un bordo netto che non ha subito un'erosione significativa. Il piccolo fondo interno ha un'albedo inferiore rispetto alle pareti circostanti.